# Жан Доссе
Жан Доссе (фр. Jean Dausset; 19 жовтня 1916, Тулуза, Франція — 6 червня 2009, Пальма-де-Мальорка, Іспанія) — французький імунолог, лауреат Нобелівської премії з фізіології або медицини 1980 року за відкриття головного комплексу гістосумісності — групи генів, які відповідають за розпізнавання чужорідних речовин і розвиток імунної відповіді. Розділив премію з Барухом Бенасеррафом і Джорджем Снеллом.

## Життєпис
Вирішивши йти по стопах батька і стати лікарем, Доссе вступив у медичну школу при Паризькому університеті наприкінці 1930-х рр. На початку Другої світової війни, в 1939 році, Доссе був покликаний на медичну службу у французьку армію, а наступного року, після окупації Франції Німеччиною, приєднався до Вільної французької армії на півночі Африки.
У Тунісі та Франції Доссе спостерігав численні переливання крові, що спричинюють тяжкі реакції у пацієнтів, навіть якщо кров пацієнта і донорська кров належали до однієї і тієї ж групи. Пізніше він описав ці несприятливі реакції, пояснивши їх особливостями крові донорів, в плазмі яких містяться активні анті-А антитіла. Він виявив, що ці антитіла з'являються після вакцинації дифтерійним і правцевим анатоксинами, які містять розчинний компонент, названий субстанцією А. Відкриття Карлом Ландштейнером основних груп крові людини зробило переливання крові здебільша безпечною процедурою при відповідності груп крові донора і реципієнта. Групи крові людей розрізняються за наявністю або відсутністю в еритроцитах деяких білків (антигенів). Реакція між антитілами і чужорідними антигенами спричинює несумісність груп крові донора і реципієнта. Система антигенів АВО Ландштейнера пояснила причини більшості реакцій подібного типу, хоч й інші антигени крові та антитіла також беруть участь у подібних реакціях.
Після звільнення з військової служби в 1945 році Доссе отримав докторський ступінь у Паризькому університеті. Наступного року він був призначений директором лабораторії Французького національного центру переливання крові. Отримавши відпустку в середині 1948 року, Доссе домігся стипендії для вивчення імуногематології в Гарвардському університеті, де пропрацював цілий рік. Повернувшись до Центру переливання крові, він наприкінці 1940-х і на початку 1950-х рр. вивчав різні біологічні аспекти переливання крові, зосередившись на проблемі патологічних реакцій.
У деяких пацієнтів, що перенесли численні гемотрансфузії або що отримали лікування певними лікарськими препаратами, крім реакцій, пов'язаних з еритроцитами, описаних Ландштейнером, розвивалися реакції, пов'язані з лейкоцитами. 1952 року Доссе повідомив про пацієнта, в крові якого виявилися антитіла до антигена, що був у лейкоцитах деяких інших людей, але не в лейкоцитах самого пацієнта. 1958 року, коли Доссе приєднався до досліджень на медичному факультеті Паризького університету, він відкрив у французів ряд варіантів антигена на поверхні лейкоцитів. Для опису цих антигенів він використовував позначення MAC (ініціали трьох донорів, в крові яких він виявив ці антигени). Анти-МАС антитіла утворювалися при переливанні крові МАС-негативним реципієнтам від МАС-позитивних донорів.
Доссе відзначив, що переливання крові є різновид трансплантації органів. На початку XX ст. було виявлено, що тканини, пересаджені від однієї людини іншій, майже завжди відторгаються, за винятком випадків близької спорідненості донора і реципієнта (особливо близнюкової ідентичності). Доссе припустив, що МАС-антиген є одним з чинників, за допомогою якого організм може відрізнити свої власні тканини від тканин іншого організму.
У 1962 році Доссе був призначений ад'юнкт-професором медицина Паризького університету. Наступного року він став провідним біологом у муніципальній госпітальній системі Парижа і співголовою інституту з вивчення хвороб крові.
Після відкриття Доссе варіантів МАС-антигена інші дослідники отримали дані про знов виявлені антигени, що вимагали свого пояснення. На робочому засіданні, організованому в 1965 році Бернандом Амосом з метою координації досліджень гістосумісності (сумісності різних тканин, що дозволяє успішно здійснювати операції трансплантації), Доссе припустив, що більшість цих антигенів формує частина єдиної системи відповідно до теорії, яку запропонував Джордж Д. Снелл та його колеги у 1940-х рр. Снелл тоді довів, що відторгнення тканини у мишей контролюється кількома фізично зв'язаними генами, названими головним комплексом гістосумісності (МНС). Доссе припустив існування МНС у людей. Він вважав, що трансплантаційні антигени існують у великій різноманітності не тому, що багато варіантних форм (алелі) утворюються з одного набору генів. Стало ясно, що, як і у мишей, у людини МНС складається з декількох генів, названих групою людських лімфоцитарних антигенів (HLA). Оскільки кожен ген зустрічається у вигляді безлічі алельних форм, можливі мільйони різних комбінацій антигенів системи HLA.
У 1967 році Доссе і його колега Фелікс Т. Рапопорт почали дослідження трансплантацій шкіри, здійснених між членами однієї сім'ї. Їхні результати свідчили, що трансплантації між членами сім'ї, що мають однаковий тип HLA-антигенів, успішніші, ніж у випадках відмінностей типу HLA-антигенів. Ці результати дозволили Доссе настійно рекомендувати хірургам підбирати при трансплантації органи донорів з урахуванням типу HLA-антигенів. Техніка типування HLA-антигенів привела до значного підвищення життєздатності пересаджених органів, але тільки в тих випадках, коли донор і реципієнт є родичами (краще всього — близнятами). Серед осіб, що не є родичами, генетичні відмінності (інші, ніж ідентифіковані Доссе) спричиняли відторгнення трансплантата, незважаючи на підбір за системою антигенів HLA. Деякі з цих генетичних відмінностей були обумовлені іншими генами системи МНС. 1967 року Амос і його колега Фріц Бах відкрили інший ген, названий HLA-D (оскільки він був четвертим описаним геном HLA), що був людським еквівалентом генів IR (імунної відповіді) в МНС у мишей. Барух Бенасерраф та інші дослідники виявили, що гени IR не тільки впливають на життєвість трансплантованих органів, але й грають важливу роль у здатності організму здійснювати імунологічний захист проти певних хвороб. На початку 1970-х рр. стало очевидно, що гени HLA-D є важливим чинником, що обумовлює зв'язок між типами HLA і певними хворобами.
У 1967 році Доссе досліджував взаємодію між системою HLA і виникненням низки захворювань (він був першим у цій області), і, хоча ці результати були попередні, його зусилля стимулювали роботу інших науковців. На підставі цих досліджень було показано, що деякі типи HLA пов'язані зі збільшеним ризиком розвитку низки захворювань, таких, як деякі види артритів, цукровий діабет і аутоіммунні захворювання. Доссе припустив, що «кожен гаплотип HLA (група алелей, внесених кожним батьком) … має свою власну конфігурацію генів, яка визначає специфічну здатність імунної відповіді, сприятливої в одних навколишніх умовах і несприятливої в інших».
У 1968 році Доссе призначено директором Французького національного інституту наукових досліджень. Того ж року він почав викладати імуногематологію (науку про антигени та антитіла різних складових частин крові) в Паризькому університеті. Крім того, з 1978 року він став професором експериментальної медицини в Колеж де Франс. Впродовж 1970-х рр. він також працював запрошеним професором в університетах Нью-Йорка, Брюсселя і Женеви.
Функція продуктів генів МНС (антигенів) не була до кінця встановлена, але в середині 1970-х рр. низка науковців, включаючи Бенасеррафа, показали, що взаємодія між різними клітками, особливо імунної системи, обмежена МНС, тобто обидві взаємодіючі клітки повинні нести одні й ті ж антигени МНС на своїх поверхнях. Доссе припустив, що «феномен рестрикції (обмеження) є, ймовірно, найпрямішим доказом ролі продуктів комплексу HLA в імунній відповіді людини». Хоча ще предстояло багато що з'ясувати про структуру генів МНС, їхньої активності в організмі і шляхах управління ними для медичних цілей, стало ясно, що МНС є центральною ланкою в розумінні імунної системи в цілому.
Доссе розділив Нобелівську премію з фізіології і медицини 1980 року з Бенасеррафом і Снеллом «за відкриття, що стосуються генетично детермінованих структур на клітинній поверхні, котрі регулюють імунологічні реакції». У промові на представленні Джордж Клейн з Каролінського інституту підкреслив важливість досліджень трьох лауреатів, що «зуміли перетворити те, що спочатку здавалося областю основних експериментів на інбредних мишах, зрозумілою лише для небагатьох, в струнку біологічну систему, що має важливе значення для розуміння механізмів клітинного „пізнавання“, імунних відповідей і відторгнення трансплантата».
Доссе залишився працювати в університеті в Парижі, де він продовжив дослідження HLA в госпіталі св. Луїзи.
У 1962 році Доссе одружувався на Розі Майораль Лопез; у них народилися син і дочка. Його кредо, якому він не зраджував ніколи: «Vouloir pour valoir», що у вільному перекладі означає: «Що побажаєш, того і доб'єшся».
Крім Нобелівської премії, Доссе здобув міжнародну нагороду Гарднеровського фонду (1977) і премію Волфа з медицини Ізраїльського фонду Волфа (1978). Він — член Французької академії наук і медицини і Бельгійської королівської академії медицини, почесний член Югославської академії наук і мистецтв, почесний член Американської академії наук і мистецтв і кавалер ордена Почесного легіону.
Помер 6 червня 2009 року в Пальма-де-Мальорка (Іспанія), де він жив протягом останніх двох років.